# Stefan Enger
Per Stefan "Mongo" Enger, född 8 april 1962 i Järfälla församling, är en svensk musiker, känd som elbasist, sångare och frontman i punkbandet Köttgrottorna, men också känd som medlem i supergruppen Krymplings samt bandet Charta 77.
Tidigare spelade Enger i banden Incest Brothers och Trekant. Dessutom är han en del av coverbandet L.I.F.T. 
Enger är bosatt i Kungsängen.